# Araona
Araona, skupina srodnih plemena i njihovih jezika i dijalekata nastanjenih u Boliviji u departmanima La Paz, Beni i Pando, osobito uz rijeku Manupari i Beni. Araona vlastiti danas žive u departmanu La Paz u selu Puerto Araona (općina Ixiamas, provincija Iturralde).  Populacija: 90 (2000 W. Adelaar).
Ostala plemena koja bi im mogla pripadati su: Capachene (ili Kapaheni), Mabenaro, Caviña, Machui i Cavineño; a u 19. stoljeću spominju se i potplemena Beyuma, Buda, Cahoco, Cama, Camaya, Camoavi, Canamary, Capa, Capaheni, Capanary, Capechene, Capu, Chumu, Cuesi, Curupi, Dejabi, Ecuary, Eno, Giry, Guajima, Habuwi, Hamapu, Huary, Huarymodo, Ino, Isebene, Jicho, Machui, Machuvi, Manipo, Mapumary, Marani, Maru, Masatibu, Mayupi, Moyana, Odoary, Sabatini, Sara, Tade, Taranu, Tuama, Tuno, Uaui, Uranico i Yuma

## Vanjske poveznice
- Bolivia: Violaciones al Pueblo Araona
- Araona  Arhivirana inačica izvorne stranice od 20. studenoga 2012. (Wayback Machine)